# Moucherolle fascié
Myiophobus fasciatus
Espèce
Synonymes
- Muscicapa fasciata

Statut de conservation UICN

 LC  : Préoccupation mineure
Le Moucherolle fascié (Myiophobus fasciatus) est une espèce de passereau placée dans la famille des Tyrannidae.

## Systématique
Le Moucherolle fascié a été décrit en 1776 par Philipp Ludwig Statius Müller sous le nom scientifique de Muscicapa fasciata.

## Sous-espèces
Cet oiseau est représenté par 7 sous-espèces :
- Myiophobus fasciatus fasciatus : de la Colombie au Nord du Venezuela, aux Guyanes et aux régions limitrophes du Brésil, ainsi qu'à Trinidad ;
- Myiophobus fasciatus furfurosus (Thayer & Bangs, 1905) : Sud-Ouest du Costa Rica, Ouest du Panama et archipel des Perles ;
- Myiophobus fasciatus saturatus (Berlepsch & Stolzmann, 1906) : Est du Pérou (depuis la région de San Martín jusqu'au centre de la région de Cuzco) ;
- Myiophobus fasciatus auriceps (Gould, 1839) : du Sud-Est du Pérou (région de Cuzco) au Nord de la Bolivie et de l'Argentine et à l'Ouest du Paraguay ;
- Myiophobus fasciatus flammiceps (Temminck, 1822) : de l'Est du Brésil (Est de l'État de Pará) à l'Uruguay, à l'Est du Paraguay et au Nord-Est de l'Argentine ;
- Myiophobus fasciatus crypterythrus (P. L. Sclater, 1861) : des régions humides du Sud-Ouest de la Colombie à l'Ouest de l'Équateur et à l'extrême Nord-Ouest du Pérou ;
- Myiophobus fasciatus rufescens (Salvadori, 1864) : des régions arides de l'Ouest du Pérou (région de La Libertad) à l'extrême Nord du Chili (région de Tarapacá)[1],[2].